# Орфей и Эвридика (опера Глюка)
«Орфе́й и Эвриди́ка» (итал. Orfeo ed Euridice) — опера К. В. Глюка, созданная в 1762 году на сюжет греческого мифа об Орфее; cамое известное произведение композитора. Положила начало оперной реформе, направленной на достижение органичного слияния музыки и драмы и подчинение музыкального развития драматическому. Первоначальная версия либретто написана Раньери де Кальцабиджи на итальянском языке.
«Орфей и Эвридика» — одно из самых влиятельных (и по мнению многих ценителей, совершенных) произведений в истории оперного искусства. Это старейшая опера, которая остаётся частью стандартного репертуара (и никогда не покидала его с момента своего создания).
В 1860 году Г. Берлиозом подготовлена собственная редакция оперы, где партия Орфея предназначена для женского голоса (меццо-сопрано или контральто). Соответственно, до возрождения высоких мужских голосов в конце XX века партию Орфея обычно исполняли женщины.

## Действующие лица
| Роль                                                                                      | Орфей — голос зависит от редакции | Амур — сопрано  | Эвридика — сопрано             | Дирижёр           |
| Исполнители на премьере Вена, 5 октября 1762                                              |                                   |                 |                                |                   |
|                                                                                           | кастрат-альт — Гаэтано Гуаданьи   | Марианна Бьянки | Лючия Клавро                   | К. В. Глюк        |
| Исполнители на премьере итальянской редакции Парма, 24 августа 1769                       |                                   |                 |                                |                   |
|                                                                                           | тенор — Джузеппе Миллико          | Феличита Суарди | Антония Мария Джирелли-Агуиляр | К. В. Глюк        |
| Исполнители на премьере французской редакции Париж, 2 августа 1774                        |                                   |                 |                                |                   |
|                                                                                           | haute-contre — Жозеф Легро        | Софи Арну       | Розали Левассёр                | Луи Жозеф Франкёр |
| Исполнители на премьере редакции Г. Берлиоза Париж, 19 ноября 1859                        |                                   |                 |                                |                   |
|                                                                                           | меццо-сопрано — Полина Виардо     | Мари Маримон    | Мари-Констанс Сасс             | Гектор Берлиоз    |
| Хор и танцоры: пастухи, пастушки, нимфы, демоны, фурии, счастливые духи, герои и героини. |                                   |                 |                                |                   |

## Содержание
Действие оперы происходит в древней Элладе в доисторические времена. Сюжет оперы взят из античного мифа об Орфее, имеющего много различных вариантов. Либреттист первоначальной редакции оперы Раньери де Кальцабиджи выбрал вариант, содержащийся в «Георгиках» Вергилия.
Акт I. Орфей скорбит у гробницы Эвридики, поддерживаемый хором пастухов. Его отчаяние прерывает Амур, предлагающий спасти жену из Аида при условии: не смотреть на неё до возвращения на землю. Орфей, воодушевлённый надеждой, решается на опасный путь. В парижской версии (1774) Амур исполняет арию, подчёркивающую драматизм данного условия, а Орфей — виртуозную ариетту L’espoir renaît dans mon âme (написана Глюком ещё в 1765 году для другого произведения).
Акт II. В подземном царстве фурии, охраняющие вход, сначала гневно отвергают мольбы Орфея, но его лира и проникновенные арии смягчают их. В элизии Орфей, окружённый блаженными духами, находит Эвридику. Хор призывает её вернуться к мужу. Парижская редакция расширяет сцену балетной вставкой («танец блаженных духов») и сольным номером, воспевающим райскую гармонию.
Акт III. На обратном пути Эвридика, не понимая молчания Орфея, считает себя отвергнутой. Орфей, не выдержав её упрёков, нарушает запрет и, взглянув на Эвридику, лишает её жизни. В отчаянии он готовится к смерти (ария Che farò senza Euridice), но Амур останавливает его, воскрешая Эвридику как награду за верность. Финал, сопровождаемый торжественным балетом и хором в честь любви, в парижской версии дополнен трио и расширенными танцевальными номерами, подчёркивающими триумф милосердия над роком.

## История постановок

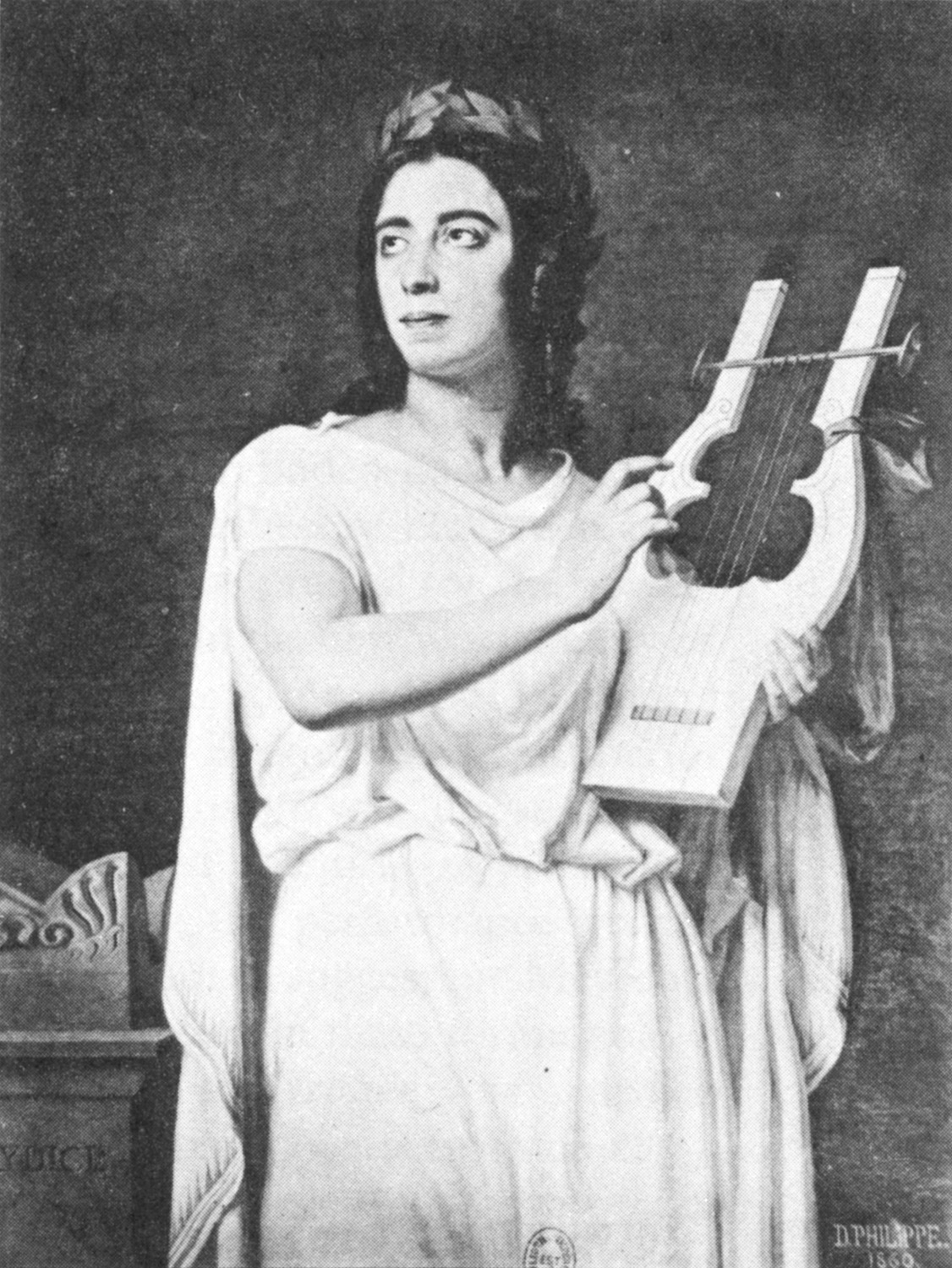
Полина Виардо в роли Орфея (1860)

Премьера оперы состоялась 5 октября 1762 года, в день тезоименитства императора Франца Стефана, в венском «Бургтеатре», в присутствии правящего семейства и императрицы Марии Терезии. Постановкой руководил граф Джакомо Дураццо (брат генуэзского дожа), танцы поставил Гаспаро Анджолини, декорации выполнил ещё один итальянец, Джованни Мария Квальо. Партию Орфея исполнил контр-альт Гаэтано Гуаданьи, один из самых знаменитых кастратов того времени. 
Впоследствии Глюк приспособил партию Орфея под вокальные возможности Джузеппе Миллико; эта редакция была представлена Глюком (в качестве дирижёра) в Парме в 1770 году. Пармская версия была в следующий раз исполнена только в 2015 г. (в Херне).
В 1771 г. Гуаданьи был приглашён для исполнения оперы в Лондоне, однако для этого представления музыка была почти полностью переписана английским Бахом. В 1776 г. опера была дана на итальянском языке во дворце Эстерхаза; дирижировал постановкой дворцовый капельмейстер Гайдн. В 1780 году Джованни Паизиелло руководил первой постановкой оперы Глюка в России; премьера состоялась 10 мая в Петербурге, пели артисты придворной итальянской труппы.
В начале 1771-х гг. Глюк расширил (с добавлением танцевальных номеров) и переписал оперу для французской публики; расширенное либретто на французском подготовил Пьер-Луи Молен. Поскольку французские театры не прибегали к услугам кастратов, партия Орфея была переписана для высокого тенора (вместо альта). Пересмотренная версия оперы впервые представлена публике 23 июля 1772 года в парижском театре Пале-Рояль. В течение всего XIX века именно эта версия в основном и ставилась.

Парижская премьера «Орфея» стала настоящей культурной битвой, расколов французское музыкальное сообщество на два непримиримых фронта. Приверженцы национальной традиции восторженно приветствовали оперу как достойное продолжение стиля Люлли и Рамо, тогда как консервативные ценители итальянской оперы-сериа яростно обвиняли Глюка в разрушении канонов жанра, противопоставляя ему композитора Пиччинни как хранителя «истинной» оперной традиции. Этот ожесточённый конфликт, вошедший в историю как «война глюкистов и пиччиннистов», вызвал бурную полемику в прессе и стал одной из самых обсуждаемых тем в музыкальных кругах эпохи. 

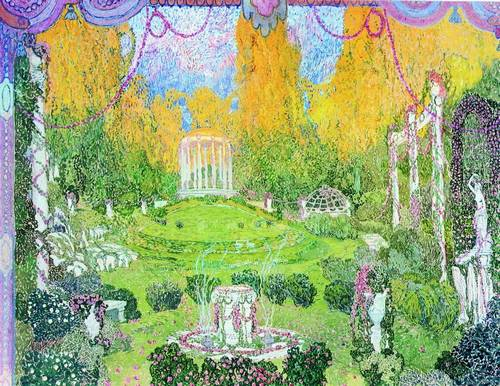
Эскиз Головина к постановке 1911 года

В XIX веке партия Орфея принесла славу тенору Адольфу Нурри. В 1854 г. Лист дирижировал веймарской постановкой оперы, где вместо увертюры прозвучала симфоническая поэма Листа «Орфей». В 1859 г. Берлиоз, приняв предложение Мейербера, создал собственную редакцию оперы для Полины Виардо (которая исполнила партию Орфея); танцы ставил Люсьен Петипа. Обновлённая версия была восторженно принята публикой: Виардо исполняла партию Орфея 138 раз.
В начале XX века «Орфей» вновь становится одной из самых популярных опер. В историю оперного искусства вошли постановки в Хеллерау в 1912 году (под руководством Э. Жак-Далькроза, в роли Орфея — Э. Лейснер) и в Мариинском театре в 1911 году (режиссер В. Мейерхольд, балетмейстер М. Фокин, художник А. Головин, в роли Орфея — Л. Собинов, в роли Эвридики — М. Кузнецова).
В 2017 году к чикагской постановке «Орфея и Эвридики» был привлечён заслуженный балетмейстер Джон Ноймайер; танцевальные номера исполнил балет Джоффри.

## Музыка и драматургия
Произведение относится к жанру azione teatrale — оперы на мифологический сюжет с хоровыми номерами и танцами. Произведение Глюка стало манифестом оперной реформы, призванной заменить сложные сюжеты и вычурную музыку (которые были характерны для оперы-сериа эпохи барокко) «благородной простотой» как в партитуре, так и в драматургии. Премьера оперы обозначила в музыкальном театре переход от музыки барокко к классицизму. Несмотря на использование Глюком итальянского либретто, опера во многом принадлежит к французской традиции: на это указывает использование аккомпанированных речитативов и сведение к минимуму виртуозных вокальных пассажей. 

## Музыкальные номера
- «Потерял я Эвридику» (Che farò senza Euridice / J'ai perdu mon Eurydice) — ария Орфея, один из самых знаменитых вокальных номеров XVIII века.
- Танец блаженных духов из редакции 1774 года, известный как мелодия Глюка.

## Избранные аудиозаписи
- 1956 (нем. яз.) — дир. Ференц Фричай; солисты: Дитрих Фишер-Дискау, Мария Штадер, Рита Штрайх; Симфонический оркестр Берлинского радио.